# FIFA-Weltfußballer des Jahres
Der FIFA-Weltfußballer des Jahres (englisch 1991–2009: FIFA World Player of the Year, seit 2016: The Best FIFA Men's Player) ist ein von 1991 bis 2009 und erneut seit 2016 jährlich vom Weltfußballverband FIFA im Rahmen der The Best FIFA Football Awards verliehener Preis für den „Weltfußballer des Jahres“. Seit 2001 wird auch die FIFA-Weltfußballerin ausgezeichnet. Daneben zeichnet die französischen Fachzeitschrift France Football seit 2007 mit dem als prestigeträchtiger geltenden und seit 1956 bestehenden Ballon d’Or ebenfalls den Weltfußballer aus. Von 2010 bis 2015 wurden beide Preise als FIFA Ballon d’Or gemeinsam vergeben.

## Geschichte
Die Auszeichnung wurde von der FIFA 1991 im Rahmen der FIFA World Player Gala in Zürich erstmals unter der Bezeichnung FIFA-Weltfußballer des Jahres (englisch FIFA World Player of the Year) verliehen. Neben dem Sieger erhielten auch die Zweit- und Drittplatzierten eine Trophäe, die sich kaum von der Siegertrophäe unterschied. Davor hatte einzig die britische Fußballzeitschrift World Soccer seit 1982 jährlich den weltbesten Spieler geehrt. Daher werden die Titelträger bis einschließlich 1990 auch als „inoffizielle Weltfußballer des Jahres“ bezeichnet. Diese Ehrung erfolgte jedoch unabhängig von der FIFA und wurde auch nach 1991 weiter verliehen.
Auf der Gala wurde auch der seit 1987 bestehende FIFA-Fairplay-Preis vergeben. Einen Ehrentitel bekam 1999 Pelé, der von der FIFA zum Weltfußballer des Jahrhunderts gewählt wurde. 2001 folgte der FIFA Presidential Award und seit jenem Jahr wird auch die FIFA-Weltfußballerin durch die FIFA geehrt. Bei der letzten reinen FIFA-Gala im Jahr 2009 kamen die Auszeichnungen zur FIFA FIFPro World XI und zum FIFA-Puskás-Preis für das schönste Tor des Jahres zu ihren Premieren.
Im Jahr 2007 trat die französische Fachzeitschrift France Football mit dem Ballon d’Or, mit dem von 1956 bis 2006 „Europas Fußballer des Jahres“ geehrt wurde, in Konkurrenz zum FIFA-Weltfußballer, da fortan alle Spieler weltweit wählbar waren und es sich faktisch ebenfalls um eine Wahl zum „Weltfußballer des Jahres“ handelte. Nach drei Jahren, in denen die FIFA-Weltfußballer mit den Ballon-d’Or-Gewinnern identisch waren, wurden beide Preise unter dem Titel FIFA Ballon d’Or zusammengeführt. Mit den vorgenannten Auszeichnungen und der neu eingeführten Ehrung zum FIFA-Welttrainer des Jahres in Männer- und Frauenfußball wurde dieser bis 2015 auf der FIFA Ballon d’Or Gala vergeben, auf der der Weltfußballer einen Ballon d’Or von France Football erhielt, während es für die Weltfußballerin bei der klassischen Plakette blieb. In diesem Rahmen erhielt wiederum Pelé 2013 einen FIFA Ballon d’Or Prix d’Honneur für sein Lebenswerk.
2016 lief der Kooperationsvertrag zwischen FIFA und France Football aus. Nachdem FIFA-Präsident Gianni Infantino versucht hatte, die Verleihung ganz zu übernehmen, und man sich deswegen nicht auf eine Verlängerung hatte einigen können, wurden die beiden Auszeichnungen wieder getrennt. Die Gewinner des FIFA Ballon d’Or, 4-mal Lionel Messi und 2-mal Cristiano Ronaldo, werden in den regulären Gewinnerlisten beider Auszeichnungen geführt. Seit 2016 werden Weltfußballer und Weltfußballerin der FIFA auf der neuen Gala The Best FIFA Football Awards verliehen, für die als Hommage an den FIFA-WM-Pokal eine neue Trophäe in dunkler Farbe entworfen wurde, die in identischer Ausführung sowohl an Spieler als auch an Trainer und in kleinerer Ausführung an die Mitglieder der World XI vergeben wird.
17-mal gewann der FIFA-Weltfußballer des Jahres im selben Jahr auch den Ballon d’Or (Gewinner des FIFA Ballon d’Or von 2010 bis 2015 nicht mitgezählt). Lediglich Lothar Matthäus (1991), Romário (1994), Ronaldo (1996), Zinédine Zidane (2000, 2003), Luís Figo (2001), Ronaldinho (2004), Robert Lewandowski (2020, 2021), Lionel Messi (2022) und Vinícius Júnior (2024) gewannen nicht gleichzeitig den Ballon d’Or.

## Vergabemodus
Der Gewinner wurde durch eine Abstimmung unter den Trainern und Kapitänen aller Nationalteams ermittelt. Diese nennen jeweils die drei ihrer Meinung nach besten Fußballer, wobei keiner der drei aus ihrem eigenen Land stammen darf. Eine Nennung an Platz eins bringt fünf Punkte, ein zweiter Platz drei Punkte, der dritte Platz einen Punkt. Alle Punkte werden addiert.
Ab 2016 wurde der Vergabemodus geändert. Seither wählen die Trainer und Kapitäne aller Nationalmannschaften gemeinsam mit je einem Journalisten aus einem Land, das über eine von der FIFA anerkannte Nationalmannschaft verfügt, sowie Fans, die auf der FIFA-Website registriert sind, den FIFA-Weltfußballer aus einer Vorauswahl von 11 Spielern. Die Stimmen dieser vier Gruppen haben das gleiche Gewicht. Nationalmannschaftskapitäne, die selbst nominiert sind, dürfen jedoch nicht für sich selbst stimmen. Alle Abstimmenden setzen je drei Spieler auf Platz 1, 2 oder 3, was 5, 3 oder einen Punkt einbringt. Der Spieler mit den meisten Punkten gewinnt.

## FIFA-Weltfußballer des Jahres

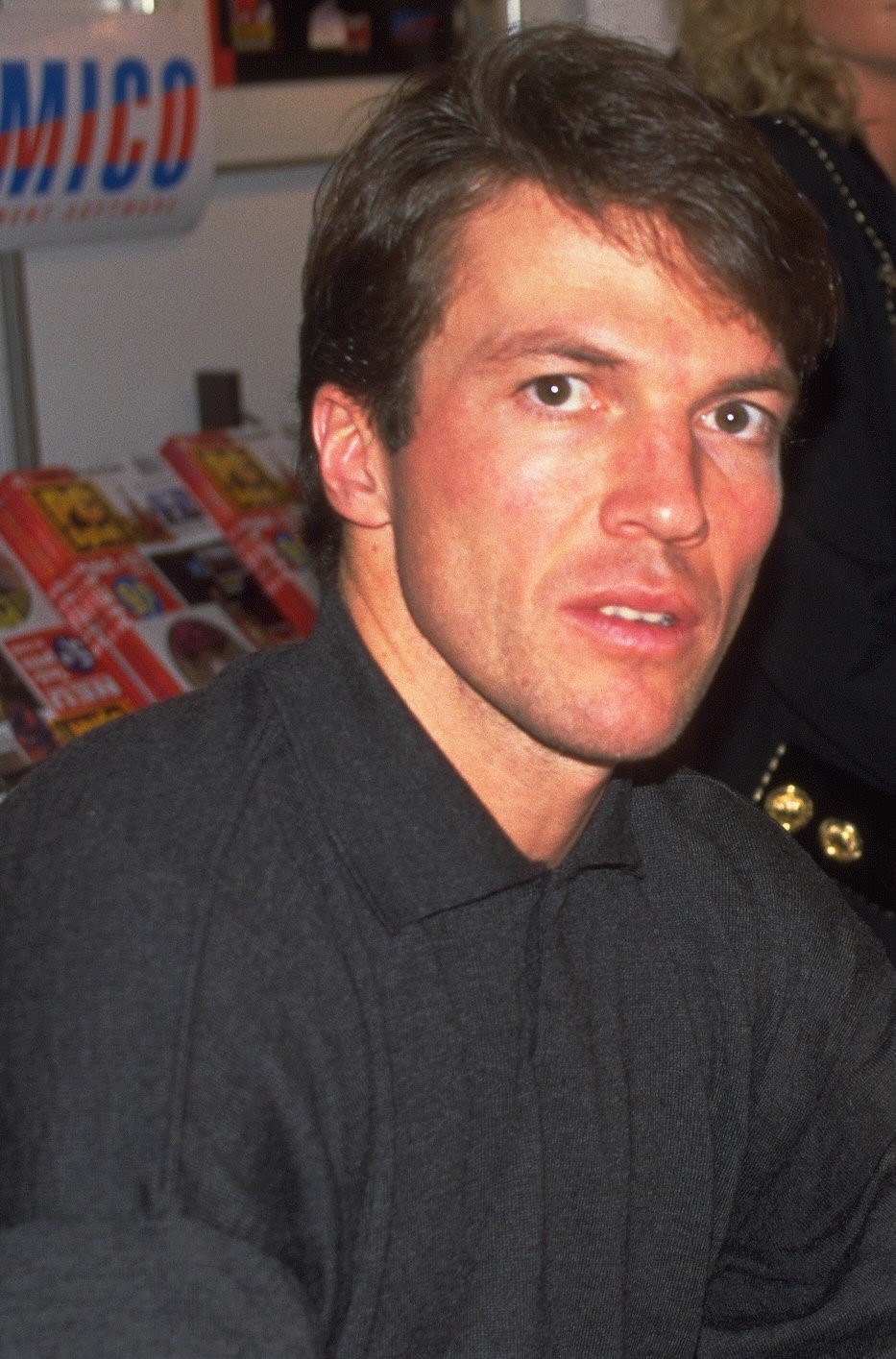
Lothar Matthäus war 1991 der erste Preisträger.

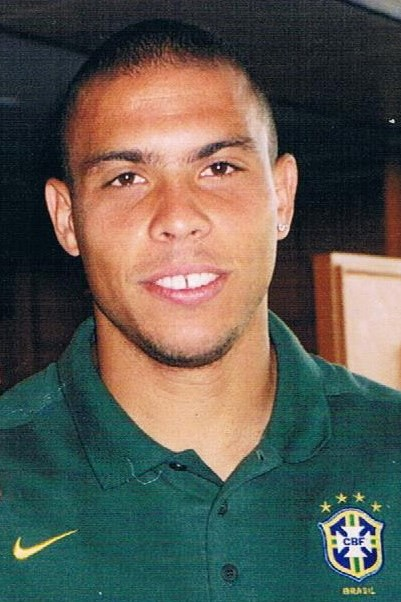
Ronaldo ist bis heute der jüngste, war nach zwei Siegen in Folge der erste doppelte und schließlich der erste dreifache Preisträger (1996, 1997, 2002).

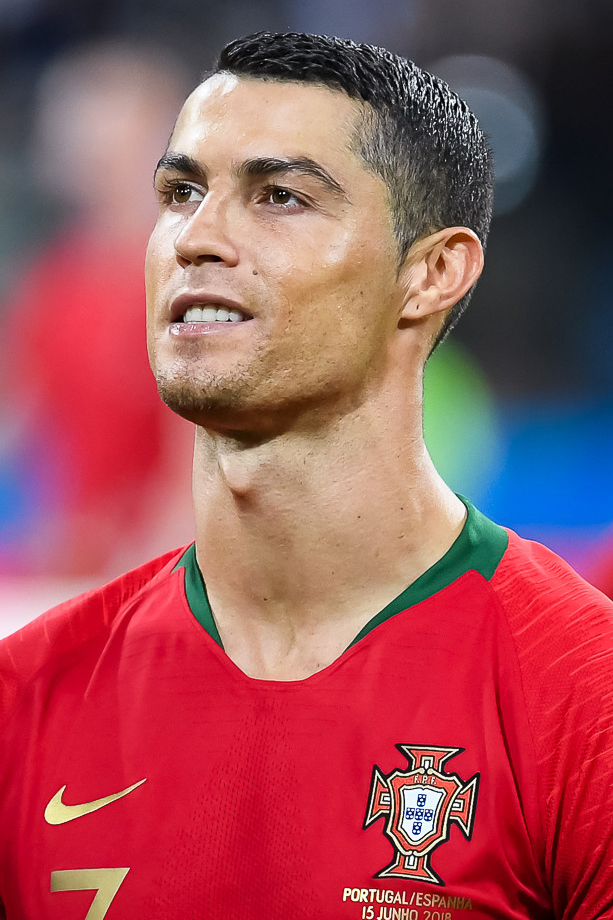
Cristiano Ronaldo triumphierte fünfmal (2008, 2013, 2014, 2016, 2017) und dominierte zusammen mit seinem großen Konkurrenten Lionel Messi das dazwischenliegende Jahrzehnt.

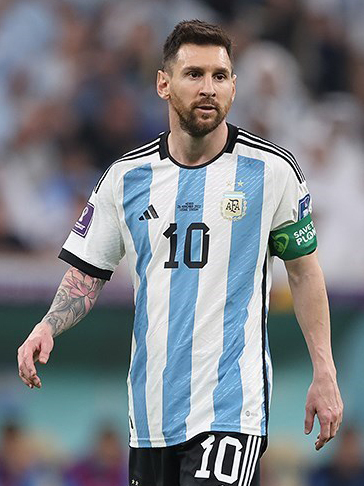
Lionel Messi hält (fast) alle Rekorde: achtfacher Preisträger (2009–2012, 2015, 2019, 2022–2023), 16 mal unter den Top 3 (2007–2017, 2019–2023), beides auch am längsten in Serie, dazu erst der zweitjüngste, schließlich der älteste aller Gewinner.

Erster bis dritter Platz bei der Wahl zum FIFA-Weltfußballer des Jahres bzw. FIFA Ballon d’Or (2010 bis 2015) nach Jahren; gelb markierte Spieler erhielten im selben Jahr den Ballon d’Or; grün markierte Spieler wurden im selben Jahr von der CAF zu Afrikas Fußballer des Jahres gewählt. 2020 wurde aufgrund der COVID-19-Pandemie und der vermeintlich nicht gesicherten Chancengleichheit kein Ballon d’Or vergeben.
| Jahr                          | Spieler                       | Verein                              | Zweiter                       | Dritter                         |
| FIFA-Weltfußballer des Jahres | FIFA-Weltfußballer des Jahres | FIFA-Weltfußballer des Jahres       | FIFA-Weltfußballer des Jahres | FIFA-Weltfußballer des Jahres   |
| ----------------------------- | ----------------------------- | ----------------------------------- | ----------------------------- | ------------------------------- |
| 1991                          | Lothar Matthäus               | Inter Mailand                       | Jean-Pierre Papin             | Gary Lineker                    |
| 1992                          | Marco van Basten              | AC Mailand                          | Christo Stoitschkow           | Thomas Häßler                   |
| 1993                          | Roberto Baggio                | Juventus Turin                      | Romário                       | Dennis Bergkamp                 |
| 1994                          | Romário                       | FC Barcelona                        | Christo Stoitschkow           | Roberto Baggio                  |
| 1995                          | George Weah                   | Paris Saint-Germain AC Mailand (2)  | Paolo Maldini                 | Jürgen Klinsmann                |
| 1996                          | Ronaldo                       | PSV Eindhoven FC Barcelona (2)      | George Weah                   | Alan Shearer                    |
| 1997                          | Ronaldo (2)                   | FC Barcelona (3) Inter Mailand (2)  | Roberto Carlos                | Dennis Bergkamp Zinédine Zidane |
| 1998                          | Zinédine Zidane               | Juventus Turin (2)                  | Ronaldo                       | Davor Šuker                     |
| 1999                          | Rivaldo                       | FC Barcelona (4)                    | David Beckham                 | Gabriel Batistuta               |
| 2000                          | Zinédine Zidane (2)           | Juventus Turin (3)                  | Luís Figo                     | Rivaldo                         |
| 2001                          | Luís Figo                     | Real Madrid                         | David Beckham                 | Raúl                            |
| 2002                          | Ronaldo (3)                   | Inter Mailand (3) Real Madrid (2)   | Oliver Kahn                   | Zinédine Zidane                 |
| 2003                          | Zinédine Zidane (3)           | Real Madrid (3)                     | Thierry Henry                 | Ronaldo                         |
| 2004                          | Ronaldinho                    | FC Barcelona (5)                    | Thierry Henry                 | Andrij Schewtschenko            |
| 2005                          | Ronaldinho (2)                | FC Barcelona (6)                    | Frank Lampard                 | Samuel Eto’o                    |
| 2006                          | Fabio Cannavaro               | Juventus Turin (4) Real Madrid (4)  | Zinédine Zidane               | Ronaldinho                      |
| 2007                          | Kaká                          | AC Mailand (3)                      | Lionel Messi                  | Cristiano Ronaldo               |
| 2008                          | Cristiano Ronaldo             | Manchester United                   | Lionel Messi                  | Fernando Torres                 |
| 2009                          | Lionel Messi                  | FC Barcelona (7)                    | Cristiano Ronaldo             | Xavi                            |
| FIFA Ballon d’Or              |                               |                                     |                               |                                 |
| 2010                          | Lionel Messi (2)              | FC Barcelona (8)                    | Andrés Iniesta                | Xavi                            |
| 2011                          | Lionel Messi (3)              | FC Barcelona (9)                    | Cristiano Ronaldo             | Xavi                            |
| 2012                          | Lionel Messi (4)              | FC Barcelona (10)                   | Cristiano Ronaldo             | Andrés Iniesta                  |
| 2013                          | Cristiano Ronaldo (2)         | Real Madrid (5)                     | Lionel Messi                  | Franck Ribéry                   |
| 2014                          | Cristiano Ronaldo (3)         | Real Madrid (6)                     | Lionel Messi                  | Manuel Neuer                    |
| 2015                          | Lionel Messi (5)              | FC Barcelona (11)                   | Cristiano Ronaldo             | Neymar                          |
| FIFA-Weltfußballer des Jahres |                               |                                     |                               |                                 |
| 2016                          | Cristiano Ronaldo (4)         | Real Madrid (7)                     | Lionel Messi                  | Antoine Griezmann               |
| 2017                          | Cristiano Ronaldo (5)         | Real Madrid (8)                     | Lionel Messi                  | Neymar                          |
| 2018                          | Luka Modrić                   | Real Madrid (9)                     | Cristiano Ronaldo             | Mohamed Salah                   |
| 2019                          | Lionel Messi (6)              | FC Barcelona (12)                   | Virgil van Dijk               | Cristiano Ronaldo               |
| 2020                          | Robert Lewandowski            | FC Bayern München                   | Cristiano Ronaldo             | Lionel Messi                    |
| 2021                          | Robert Lewandowski (2)        | FC Bayern München (2)               | Lionel Messi                  | Mohamed Salah                   |
| 2022                          | Lionel Messi (7)              | Paris Saint-Germain (2)             | Kylian Mbappé                 | Karim Benzema                   |
| 2023                          | Lionel Messi (8)              | Paris Saint-Germain (3) Inter Miami | Erling Haaland                | Kylian Mbappé                   |
| 2024                          | Vinícius Júnior               | Real Madrid (10)                    | Rodri                         | Jude Bellingham                 |

## Ranglisten (männlich)

### Rekordgewinner
Es sind nur Spieler aufgeführt, die mehrfach zum FIFA-Weltfußballer des Jahres gewählt wurden. Bei gleicher Anzahl von Titeln wird alphabetisch sortiert.
| Anzahl | Spieler            | Jahre                                          |
| ------ | ------------------ | ---------------------------------------------- |
| 8      | Lionel Messi       | 2009, 2010, 2011, 2012, 2015, 2019, 2022, 2023 |
| 5      | Cristiano Ronaldo  | 2008, 2013, 2014, 2016, 2017                   |
| 3      | Ronaldo            | 1996, 1997, 2002                               |
| 3      | Zinédine Zidane    | 1998, 2000, 2003                               |
| 2      | Robert Lewandowski | 2020, 2021                                     |
| 2      | Ronaldinho         | 2004, 2005                                     |

### Vereine
Die Platzierung des Vereins innerhalb dieser Rangliste wird durch die Anzahl der Titel bestimmt. Bei gleicher Anzahl von Titeln wird alphabetisch nach Vereinsname sortiert. In kursiv geschriebenen Jahren war der Spieler nicht das gesamte Jahr bei diesem Verein aktiv.
| Anzahl | Verein              | Jahre                                                                  |
| ------ | ------------------- | ---------------------------------------------------------------------- |
| 12     | FC Barcelona        | 1994, 1996, 1997, 1999, 2004, 2005, 2009, 2010, 2011, 2012, 2015, 2019 |
| 10     | Real Madrid         | 2001, 2002, 2003, 2006, 2013, 2014, 2016, 2017, 2018, 2024             |
| 4      | Juventus Turin      | 1993, 1998, 2000, 2006                                                 |
| 3      | AC Mailand          | 1992, 1995, 2007                                                       |
| 3      | Inter Mailand       | 1991, 1997, 2002                                                       |
| 3      | Paris Saint-Germain | 1995, 2022, 2023                                                       |
| 2      | FC Bayern München   | 2020, 2021                                                             |

### Nationalität
Die Platzierung des Landes innerhalb dieser Rangliste wird durch die Anzahl der Titel bestimmt. Bei gleicher Anzahl von Titeln wird alphabetisch sortiert.
| Anzahl | Land        |
| ------ | ----------- |
| 9      | Brasilien   |
| 8      | Argentinien |
| 6      | Portugal    |
| 3      | Frankreich  |
| 2      | Italien     |
| 2      | Polen       |

### Statistik und Häufigkeiten
Bisher wurden ausschließlich Spieler zum FIFA-Weltfußballer gewählt, die zum Zeitpunkt der Wahl entweder in der italienischen Serie A, der spanischen Primera División, der englischen Premier League und, 2020 erstmals, der deutschen Fußball-Bundesliga aktiv waren. Am häufigsten sind es Spieler des FC Barcelona, gefolgt von Real Madrid. Der Preis ist damit eng verbunden mit der Auszeichnung für Europas Fußballer des Jahres, die von europäischen Sportjournalisten bestimmt wird und bei der alle in Europa spielenden Fußballer teilnahmeberechtigt sind.
Die meisten Auszeichnungen gingen an Brasilien und Argentinien (je 8), gefolgt von Portugal (6), wobei letztere ausschließlich durch Lionel Messi (Argentinien) bzw. fast ausschließlich durch Cristiano Ronaldo (Portugal) gewonnen wurden. In den Jahren der Fußball-Weltmeisterschaften wurde stets ein Spieler der Weltmeister-Mannschaft zum FIFA-Weltfußballer gewählt. Die erste Ausnahme stellte 2010 Messi dar, bei der neu eingeführten FIFA-Ballon-d’Or-Wahl. Dieser Trend setzte sich unter der folgenden Dominanz von Messi und Cristiano Ronaldo fort, die mit Ausnahme von Luka Modrić 2018 seit 2008 die Wahl unter sich ausgemacht haben und sich seitdem fast immer unter den Top 3 befinden. Nach der Weltmeisterschaft 2018 befand sich kein Weltmeister in der Top 3, stattdessen gewann mit Modrić ein Vize-Weltmeister die FIFA-Weltfußballerwahl.
17 FIFA-Weltfußballer bekamen im Jahr der Auszeichnung außerdem den Ballon d’Or (in den Jahren 1992, 1993, 1995, 1997–1999, 2002, 2005–2009, 2016–2019, 2023), früher als Europas Fußballer des Jahres, mittlerweile ebenfalls als Bester Spieler der Welt. George Weah wurde 1995 nicht nur FIFA-Weltfußballer und Ballon-d’Or-Gewinner, sondern auch Afrikas Fußballer des Jahres.

## FIFA-Weltfußballerinnen des Jahres

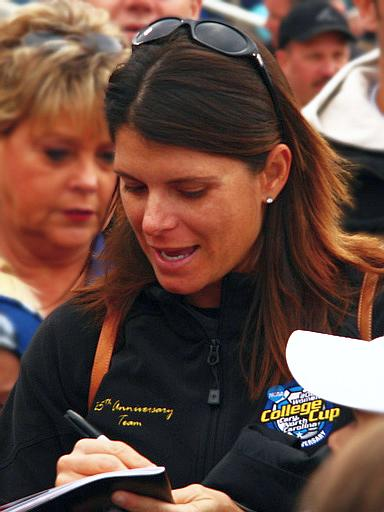
Mia Hamm war 2001 die erste FIFA-Weltfußballerin

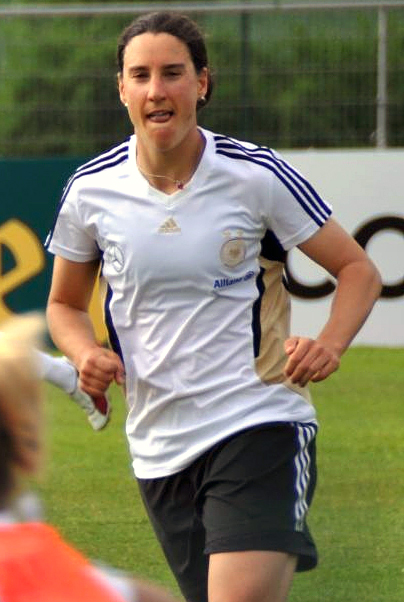
Birgit Prinz wurde dreimal gewählt (2003–2005)

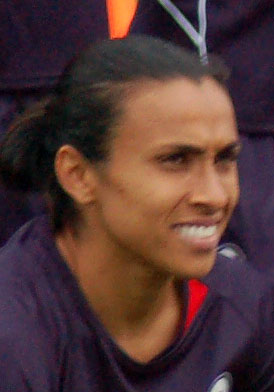
Marta hält den Rekord mit sechs Auszeichnungen (2006–2010, 2018)

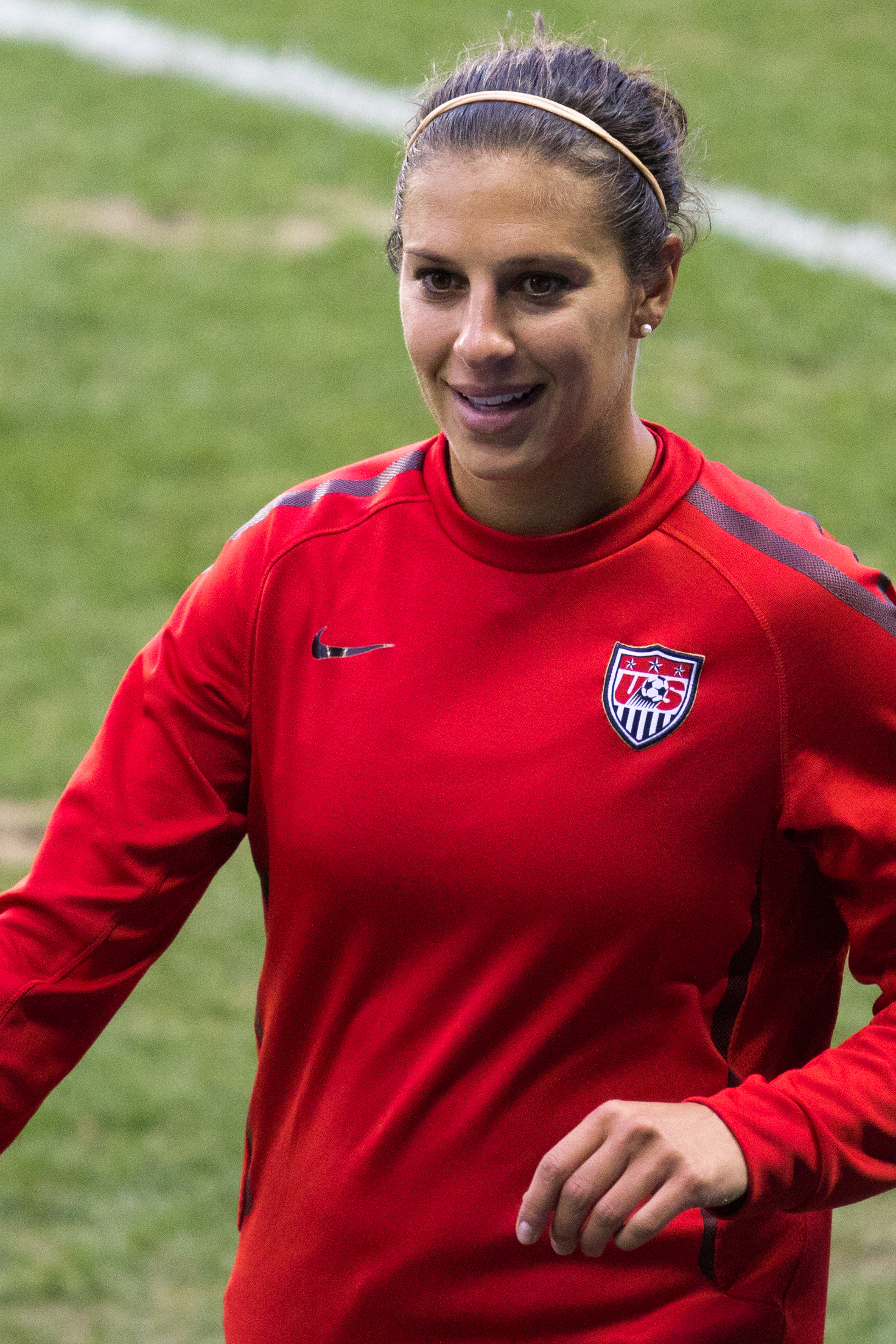
Carli Lloyd, zweifache FIFA-Weltfußballerin

Erster bis dritter Platz bei der Wahl zur FIFA-Weltfußballerin des Jahres bzw. FIFA Ballon d’Or (2010 bis 2015) nach Jahren; gelb markierte Spielerinnen erhielten im selben Jahr den Ballon d’Or féminin.
| Jahr                            | Spielerin                       | Verein                             | Zweite                          | Dritte                          |
| FIFA-Weltfußballerin des Jahres | FIFA-Weltfußballerin des Jahres | FIFA-Weltfußballerin des Jahres    | FIFA-Weltfußballerin des Jahres | FIFA-Weltfußballerin des Jahres |
| ------------------------------- | ------------------------------- | ---------------------------------- | ------------------------------- | ------------------------------- |
| 2001                            | Mia Hamm                        | Washington Freedom                 | Sun Wen                         | Tiffeny Milbrett                |
| 2002                            | Mia Hamm (2)                    | Washington Freedom (2)             | Birgit Prinz                    | Sun Wen                         |
| 2003                            | Birgit Prinz                    | 1. FFC Frankfurt                   | Mia Hamm                        | Hanna Ljungberg                 |
| 2004                            | Birgit Prinz (2)                | 1. FFC Frankfurt (2)               | Mia Hamm                        | Marta                           |
| 2005                            | Birgit Prinz (3)                | 1. FFC Frankfurt (3)               | Marta                           | Shannon Boxx                    |
| 2006                            | Marta                           | Umeå IK                            | Kristine Lilly                  | Renate Lingor                   |
| 2007                            | Marta (2)                       | Umeå IK (2)                        | Birgit Prinz                    | Cristiane                       |
| 2008                            | Marta (3)                       | Umeå IK (3)                        | Birgit Prinz                    | Cristiane                       |
| 2009                            | Marta (4)                       | Los Angeles Sol FC Santos          | Birgit Prinz                    | Kelly Smith                     |
| FIFA Ballon d’Or                |                                 |                                    |                                 |                                 |
| 2010                            | Marta (5)                       | FC Gold Pride                      | Birgit Prinz                    | Fatmire Bajramaj                |
| 2011                            | Homare Sawa                     | INAC Kōbe Leonessa                 | Marta                           | Abby Wambach                    |
| 2012                            | Abby Wambach                    | vereinslos                         | Marta                           | Alex Morgan                     |
| 2013                            | Nadine Angerer                  | 1. FFC Frankfurt (4) Brisbane Roar | Abby Wambach                    | Marta                           |
| 2014                            | Nadine Keßler                   | VfL Wolfsburg                      | Marta                           | Abby Wambach                    |
| 2015                            | Carli Lloyd                     | Houston Dash                       | Célia Šašić                     | Aya Miyama                      |
| FIFA-Weltfußballerin des Jahres |                                 |                                    |                                 |                                 |
| 2016                            | Carli Lloyd (2)                 | Houston Dash (2)                   | Marta                           | Melanie Behringer               |
| 2017                            | Lieke Martens                   | FC Rosengård FC Barcelona          | Carli Lloyd                     | Deyna Castellanos               |
| 2018                            | Marta (6)                       | Orlando Pride                      | Dzsenifer Marozsán              | Ada Hegerberg                   |
| 2019                            | Megan Rapinoe                   | Reign FC                           | Lucy Bronze                     | Alex Morgan                     |
| 2020                            | Lucy Bronze                     | Manchester City                    | Pernille Harder                 | Wendie Renard                   |
| 2021                            | Alexia Putellas                 | FC Barcelona (2)                   | Sam Kerr                        | Jennifer Hermoso                |
| 2022                            | Alexia Putellas (2)             | FC Barcelona (3)                   | Beth Mead                       | Alex Morgan                     |
| 2023                            | Aitana Bonmatí                  | FC Barcelona (4)                   | Linda Caicedo                   | Jennifer Hermoso                |
| 2024                            | Aitana Bonmatí (2)              | FC Barcelona (5)                   | Barbra Banda                    | Caroline Graham Hansen          |

## Ranglisten (weiblich)

### Rekordgewinnerinnen
Es sind nur Spielerinnen aufgeführt, die mehrfach zur FIFA-Weltfußballerin des Jahres gewählt wurden. Bei gleicher Anzahl von Titeln wird nach dem Jahr der ersten Auszeichnung sortiert.
| Anzahl | Spielerin       | Jahre                              |
| ------ | --------------- | ---------------------------------- |
| 6      | Marta           | 2006, 2007, 2008, 2009, 2010, 2018 |
| 3      | Birgit Prinz    | 2003, 2004, 2005                   |
| 2      | Aitana Bonmatí  | 2023, 2024                         |
| 2      | Mia Hamm        | 2001, 2002                         |
| 2      | Carli Lloyd     | 2015, 2016                         |
| 2      | Alexia Putellas | 2021, 2022                         |

### Vereine
Die Platzierung des Vereins innerhalb dieser Rangliste wird durch die Anzahl der Titel bestimmt. Bei gleicher Anzahl von Titeln wird alphabetisch nach Vereinsname sortiert. In kursiv geschriebenen Jahren war die Spielerin nicht das gesamte Jahr bei diesem Verein aktiv.
| Anzahl | Verein             | Jahre                        |
| ------ | ------------------ | ---------------------------- |
| 5      | FC Barcelona       | 2017, 2021, 2022, 2023, 2024 |
| 4      | 1. FFC Frankfurt   | 2003, 2004, 2005, 2013       |
| 3      | Umeå IK            | 2006, 2007, 2008             |
| 2      | Houston Dash       | 2015, 2016                   |
| 2      | Washington Freedom | 2001, 2002                   |

### Nationalität
Die Platzierung des Landes innerhalb dieser Rangliste wird durch die Anzahl der Titel bestimmt. Bei gleicher Anzahl von Titeln wird alphabetisch sortiert.
| Anzahl | Land               |
| ------ | ------------------ |
| 6      | Brasilien          |
| 6      | Vereinigte Staaten |
| 5      | Deutschland        |
| 4      | Spanien            |